# Tmetogaster nubilipennis
Tmetogaster nubilipennis är en stekelart som först beskrevs av Samuel Stehman Haldeman 1846.  Tmetogaster nubilipennis ingår i släktet Tmetogaster och familjen brokparasitsteklar. Inga underarter finns listade i Catalogue of Life.